# Unidad territorial autónoma con un estatus jurídico especial Transnistria
La Unidad territorial autónoma con un estatus jurídico especial Transnistria (en rumano: Unitatea teritorială autonomă cu statut juridic special Transnistria; en ruso: Автономное территориальное образование с особым правовым статусом Приднестровье; en ucraniano: Автономне територіальне утворення з особливим правовим статусом Придністров'я) es una unidad administrativa que formalmente existe en la división territorial de Moldavia, pero cuyo territorio está controlado por la República Moldava Transnistria. Los territorios reclamados por dicha república y la ciudad de Bender no forman parte de esta unidad territorial.

## Idiomas oficiales
Según la ley de Moldavia, los idiomas oficiales de Transnistria son el rumano, el ruso y el ucraniano. Los mismos idiomas son oficiales en la República Moldava Pridnestroviana, que emplea el rumano bajo la denominación de moldavo, escrito en alfabeto cirílico en vez del latino.